# Israelitischer Tempel Czernowitz

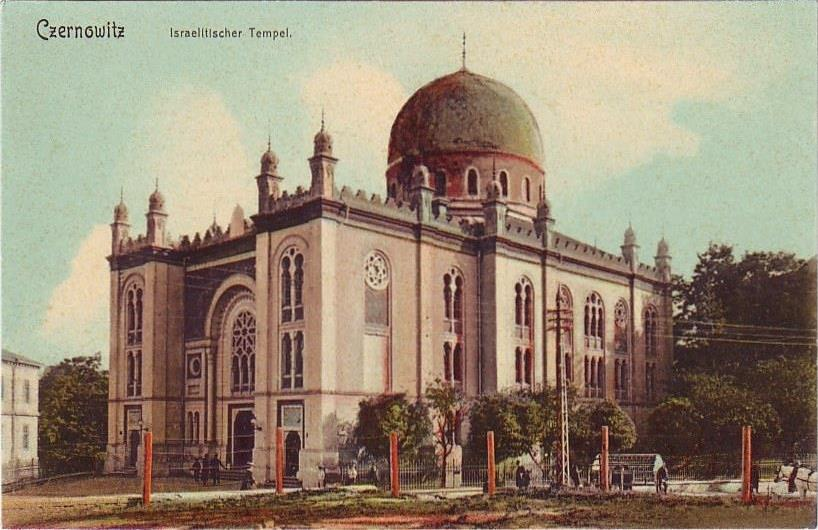
Synagoge Czernowitz, Postkarte

Der Israelitische Tempel Czernowitz (rumänisch Templul din Cernăuți) wurde von 1873 bis 1878 im neomaurischen Stil nach Plänen des polnischen Architekten Julian Zachariewicz (1837–1898) gebaut. Die Bukowina mit ihrer Hauptstadt Czernowitz gehörte damals zu Österreich-Ungarn. Die Stadt hatte 40 Synagogen (Bethäuser). Heute liegt die Stadt in der Westukraine.
Czernowitz wurde 1918 von Rumänien annektiert. Während des Zweiten Weltkriegs wurde das Gebiet infolge des Hitler-Stalin-Paktes von der Sowjetunion besetzt. Der Israelitische Tempel wurde 1940 von der sowjetischen Regierung konfisziert und geschlossen. 1941 eroberten rumänische Truppen schließlich das sowjetisch besetzte Gebiet zurück – der Tempel wurde daraufhin von deutschen und rumänischen Soldaten in Brand gesteckt. 1959 wurden die Außenmauern genutzt, um das Bauwerk teilweise zu rekonstruieren und zu einem Filmtheater namens Schowten („Oktober“) umzufunktionieren. Das Gebäude besitzt heute keine Kuppel mehr und erinnert nur noch wenig an den früheren Tempel.

## Geschichte

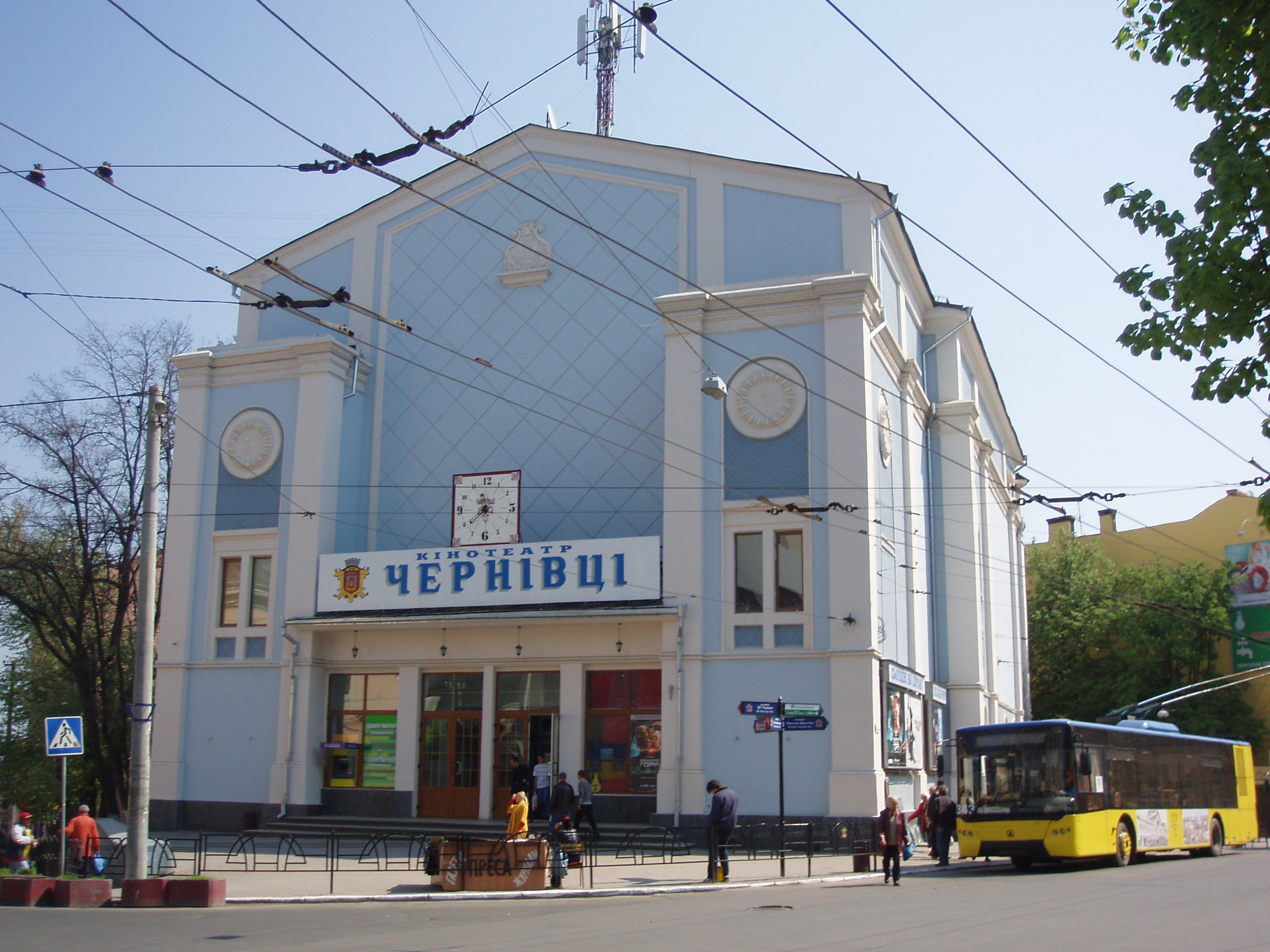
Das heutige Filmtheater „Tscherniwzi“, entstanden aus den Resten des Tempels

Als Landespräsident der Bukowina schlug Franz von Schmück der jüdischen Gemeinde 1857 den Bau einer Synagoge vor. Daraufhin wurden Gelder gesammelt, allerdings wurde die Idee schnell wieder aufgegeben.
Im Jahr 1872 war die Gemeinde von Czernowitz in zwei Gruppen aufgeteilt, die der Reformjuden unter Rabbiner Eliezer Elijah Igel, und die der Orthodoxen unter der Leitung von Rabbiner Benjamin Arie Weiss. 1875 bildeten die beiden Gruppen dann wieder eine Gemeinschaft, mit internen Fraktionen.
Die wohlhabendere Gruppe der reformierten Juden beschloss den Bau einer Synagoge und wandte sich an den polnischen Architekten Julian Zachariewicz, damals Professor an der Nationalen Polytechnischen Universität Lemberg. Der Grundstein wurde am 8. Mai 1873 gelegt, die Einweihung fand am 4. September 1877 statt.
Die jüdische Gemeinde ging danach einen Kompromiss ein: die Liturgie war nicht vollständig reformiert; es gab einen Kantor (Chasan) und einen Chor, aber keine Orgel. Der Rabbiner hielt seine Predigt auf Deutsch und wandte sich während der Toravorlesung zu den Gläubigen, nicht in Richtung des Toraschreins (Aron ha-Qodesch).
Im Jahr 1867 erlangten die Juden der Bukowina ihre volle Emanzipation, und viele Juden beschlossen sich an der Politik auf lokaler und nationaler Ebene zu beteiligen. So waren zwei Bürgermeister sowie fünf Rektoren der Universität jüdischer Herkunft. Juden belegten wichtige Positionen in wirtschaftlichen, sozialen und kulturellen Bereichen der Stadt. Als 1880 Kaiser Franz Joseph I. die Stadt besuchte, ging er am Jom Kippur auch in die Synagoge.
1880 waren von den 45.600 Einwohnern von Czernowitz 14.449 Juden, das waren somit 31,7 % der Bevölkerung; weiterhin gab es 17.359 Juden im Jahr 1890, 21.587 im Jahr 1900, 28.613 bzw. 32,8 Prozent 1910 und 43.701 bzw. 41,7 Prozent der Bevölkerung im Jahr 1919. In der Stadt, vor allem aber in Dörfern und Kleinstädten sprach die Mehrheit der jüdischen Bevölkerung Jiddisch und hielt die orthodoxen Traditionen aufrecht, nur die gebildete Elite sprach Deutsch und praktizierte den reformierten Ritus.
Der Tenor Joseph Schmidt (1904–1942) war Schammes der Synagoge und sang als Kind im Chor, später wurde er Kantor.
Nach der Annexion der nördlichen Bukowina mit ihrer wichtigsten Stadt Czernowitz durch die UdSSR wurde die Synagoge 1940 von der sowjetischen Regierung beschlagnahmt und geschlossen. Am 4. Juli 1941 übernahmen deutsche und rumänische Truppen die Stadt, begleitet vom Einsatzkommando 10b. Die Synagoge wurde durch die Deutschen und den mit ihnen verbündeten Rumänen niedergebrannt, nur die Außenmauern blieben stehen. Am selben Tag wurden zwischen 2000 und 3000 Juden ermordet, darunter auch Oberrabbiner Abraham Jakob Mark, Chorleiter und Gemeindevorsteher. Sie wurden in vier Massengräbern auf dem Jüdischen Friedhof begraben. Der Rest der jüdischen Bevölkerung wurde nach Transnistrien deportiert, wo zwei Drittel von ihnen ums Leben kamen. Nach dem Krieg kehrten die meisten Überlebenden nicht nach Czernowitz zurück; sie ließen sich in Rumänien nieder oder gingen nach Israel.
Im Jahr 1959 wurde die Ruine für den Bau des Kinos „Oktober“ (später umbenannt in „Tscherniwzi“, ukrainisch für Czernowitz) wiederverwendet. Das Filmtheater hat allerdings wenig Ähnlichkeit mit dem ursprünglichen Gebäude.

## Architektur

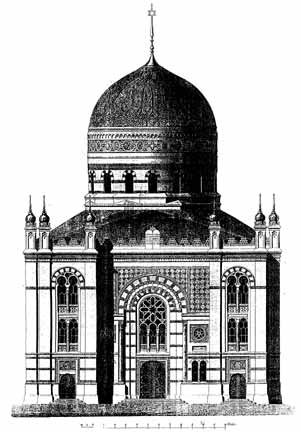
Plan der Westfassade

Die jüdische Gemeinde gab dem Architekten Zachariewicz genaue Anweisungen: die Synagoge muss nach Osten gerichtet und alle Gläubigen müssen in der Lage sein, von ihrem Platz aus den Toraschrein und die Bima zu sehen. Während der Bauphase änderte die Gemeinde ihre Vorstellungen von der Decke der Gebetshalle. Der Gebetsraum sollte nun insgesamt von einer Kuppel statt von einer Holzdecke bedeckt sein, im Zentrum eine gläserne Lichteinlasskuppel wie es der ursprüngliche Plan vorsah. Diese nach Beginn der Bauarbeiten beantragten Änderungen verlangten nach massiveren Säulen und dickeren Mauern.

## Beschreibung

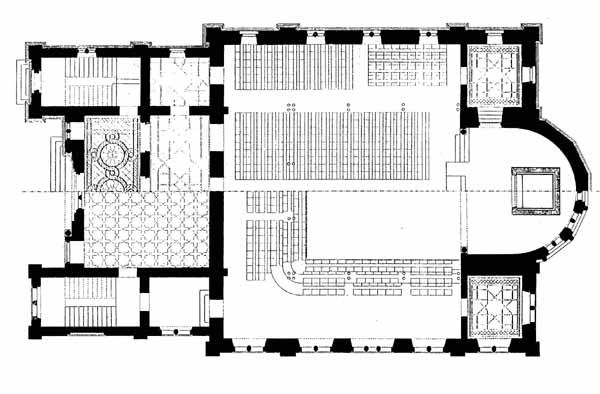
Plan des Erdgeschosses und der ersten Etage

Die Synagoge im neomaurischen Stil war ein isoliert stehendes Gebäude an einer Straßenkreuzung. Der zweistöckige Bau bestand aus zwei Teilen: der westliche Teil einschließlich Lobbys, Treppen und Büros, im östlichen Teil lag der Gebetsraum mit Apsis, darüber die große Kuppel. Das Gebäude ist von Westen nach Osten ausgerichtet: die Hauptfassade mit dem Eingang befindet sich im Westen, die Apsis, wo sich der Toraschrein befand, ist demnach nach Osten gerichtet. Die Männer saßen im Erdgeschoss in der zentralen Gebetshalle, während die Frauen in der zweiten Etage auf Balkonen über dem westlichen, nördlichen und südlichen Teil des Raumes saßen.
Das Gebäude war 39 Meter lang und 24 Meter breit, die Kuppel erreichte eine Höhe von 39 Metern. Bei der Wiederverwendung der Mauern im Jahre 1959, als das Gebäude in ein Kino umgewandelt wurde, wurde die Kuppel nicht wieder aufgebaut; sie wurde durch ein schräges Dach mit Giebel ersetzt.

## Weitere Synagogen in Czernowitz
In Czernowitz gibt es weitere erhaltene Synagogengebäude:
- Große Synagoge (Czernowitz)
- Korn-Synagoge
- Beit-Tefillah-Benjamin-Synagoge

sowie in Sadhora, das unmittelbar neben der Stadt liegt:
- Chassidische Synagoge (Sadagora)
- Große Synagoge (Sadagora)